# یوسف ندرخانی
یوسف ندرخانی (زادهٔ ۱۳۵۶) نوکیش مسیحی و زندانی عقیدتی ایرانی در سن ۱۹ سالگی از اسلام به مسیحیت گروید و کشیش یک گروه کوچک از مسیحیان به نام «کلیسای ایران» یعنی مسیحیان ساکن ایران در گیلان شد و به اتهام‌های تغییر مذهب، تأسیس کلیسا، تبلیغ مسیحیت و ارتباط با صهیونیست در سال ۱۳۸۸ بازداشت و به اعدام محکوم شد. او بعداً از اعدام تبرئه و به تحمل ۳ سال حبس و پس از آن تحمل ۱۰ سال حبس محکوم شد و هم‌اکنون در زندان به سر می‌برد.

## زندگی‌نامه
یوسف ندرخانی (زادهٔ ۱۳۵۶) نوکیش مسیحی و زندانی عقیدتی ایرانی در سن ۱۹ سالگی از اسلام به مسیحیت گروید و کشیش یک گروه کوچک از مسیحیان به نام «کلیسای ایران» یعنی مسیحیان ساکن ایران در گیلان شد.

## بازداشت
یوسف ندرخانی در سال ۱۳۸۸ بازداشت و به جرم «ارتداد» به اعدام محکوم شد. طبق قانون مجازات اسلامی که در ایران اجرا می‌شود درصورت ابراز پشیمانی محکوم از تغییر دین اسلام، حکم اعدام لغو می‌شود. یوسف ندرخانی در شرایطی زندانی شده است که براساس اصل ۲۳ قانون اساسی جمهوری اسلامی ایران «تفتیش عقاید ممنوع است و هیچ‌کس را نمی‌توان به صرف داشتن عقیده‌ای مورد تعرض و مؤاخذه قرار داد.»
در سال ۱۳۹۰، زمزمه‌هایی از آزادی او مطرح شد اما مسئولان ایرانی، حکم اعدام او را بی‌ارتباط با ارتداد و تغییرمذهب و مربوط به جرایم امنیتی می‌دانستند. به گفته استاندار گیلان، جرم ندرخانی، ارتباط با «صهیونیست» و «تأسیس خانه فساد» بوده است. «از سوم تا ششم مهر ۱۳۹۰ دادگاه رشت سه بار از آقای ندرخانی خواست توبه کند تا حکم ارتداد او لغو شود. اما این کشیش مسیحی توبه نکرده و در زندان رشت در انتظار دریافت حکم ماند.»
در اسفند ۱۳۹۰، حکم اعدام یوسف ندرخانی، به دایرهٔ اجرای احکام زندان لاکان رشت ابلاغ شد.

### تبرئه از اعدام
هم‌زمان محمدعلی دادخواه، وکیل ندرخانی، اعلام کرده که پروندهٔ موکل او به علی خامنه‌ای سپرده شده است. دادخواه به شبکهٔ خبری سی‌ان‌ان گفت: آقای ندرخانی همچنان زنده است و دادگاه تصمیم گرفته نظر بالاترین مرجع مذهبی ایران در این مورد را جویا شود. اگرچه علی خامنه‌ای قدرت مطلق را در امور کشور دارد اما ارجاع پروندهٔ کشیش ندرخانی به او، اقدامی نامتعارف است. محمدعلی دادخواه وکیل ندرخانی، اعلام کرد که حکم موکلش احتمالاً روز شنبه ۱۶ مهر ۱۳۹۰ صادر می‌شود و صدور حکم اعدام برای او را شایعه دانست. کمی بعد در مهر ۱۳۹۱، ندرخانی با حکم دادگاهی که به دستور سید علی خامنه‌ای برگزار شده بود، از حکم ارتداد تبرئه شد و آزاد گردید.
به گزارش ایسنا محمدعلی دادخواه دراین‌باره گفت: در آخرین جلسهٔ تشکیل‌شده در شعبهٔ ۱۱ دادگاه کیفری استان گیلان، بار دیگر پروندهٔ «ندرخانی» مورد رسیدگی قرار گرفت و دادگاه این بار با وارد ندانستن اتهام ارتداد، او را آزاد کرد. وی گفت: دادگاه بسیار منطقی و بر اساس موازین قانونی برگزار شد و از این جهت شخصاً از قضات این دادگاه تشکر می‌کنم، چرا که با مدنظر قرار دادن نص قانون و اصل قانونی بودن جرم و مجازات، ندرخانی محاکمه شد و قضات نیز بر این اساس اقدام به صدور رأی کردند. دادخواه اضافه کرد: پس از پیگیری‌های قضایی طولانی در آخرین جلسهٔ شعبهٔ ۱۱ دادگاه کیفری گیلان، دادگاه اتهام ارتداد را وارد ندانست و «یوسف ندرخانی» تنها به اتهام تبلیغ برای مسیحیت به ۳ سال حبس محکوم شد و با توجه به این که متهم ۳ سال گذشته در زندان بوده است، بلافاصله آزاد شد.
او پس از آزادی در ۲ دیماه ۱۳۹۱ برای گذراندن ۴۵ روز از حبس باقی مانده‌اش از مجموع ۳ سال محکومیتش به اتهام تبلیغ مسیحیت، به زندان فراخوانده شد.

### بازداشت مجدد
به گزارش تایمز اسرائیل، ندرخانی در سال ۱۳۹۷ و در خانه خود بازداشت شد. علت بازداشت او را حکم دادگاهی دانستنه‌اند که ندرخانی در آن به ۱۰ سال حبس و دو سال تبعید به سیستان و بلوچستان محکوم شده بود. رای این دادگاه در سال ۱۳۹۶ اعلام شده بود.

## واکنش‌های بین‌المللی به بازداشت و دادگاه
- آمریکا، بریتانیا و فرانسه با صدور بیانیه‌هایی خواستار آزادی یوسف ندرخانی، کشیش مسیحی ایرانی شده‌اند.[۵][۱۸]
- در واکنش به بازداشت و حکم احتمالی اعدام یوسف ندرخانی ۳۹ نمایندهٔ کنگرهٔ آمریکا با نوشتن نامه‌ای از هیلاری کلینتون، وزیر خارجهٔ آمریکا، خواسته‌اند که با استفاده از تمام امکانات و اختیاراتی که در اختیار دارد برای آزادی این شهروند ایرانی در سطح بین‌الملل تلاش کند.
- هرمان گروهه، دبیرکل حزب دمکرات مسیحی آلمان پیش‌تر در نامه‌ای خطاب به سفارت ایران «آزادی و انتخاب مذهب» را بخشی از حقوق بشر خواند و ایران را متهم به نقض معاهدات بین‌المللی در حفظ حقوق سیاسی و شهروندی کرد.[۱۹]
- آلمان و لهستان سفیران جمهوری اسلامی را احضار کردند و مقام‌های مختلف در آمریکا و بریتانیا خواستار لغو حکم اعدام این کشیش ایرانی شدند.[۲۰]
- وزارت امور خارجه آمریکا نیز در ماه ژوئیه با انتشار بیانیه‌ای مخالفت این کشور از صدور حکم اعدام برای کشیش ندرخانی را اعلام کرد.[۱۹]
- دزموند توتو، اسقف اعظم آفریقای جنوبی و برندهٔ جایزهٔ صلح نوبل، از دولت ایران خواست که یوسف ندرخانی را آزاد کند.[۲۱]
- تری جونز کشیش آمریکایی در اعتراض به بازداشت یوسف ندرخانی اقدام به قرآن‌سوزی و آتش زدن عکس محمد نمود.[۲۲]
- جمعی از فعالان حقوق بشر نظیر علی افشاری، عبدالعلی بازرگان، رضا بورقانی، فاطمه حقیقت‌جو، رضا علیجانی، مصطفی رخ‌صفت، سهراب رزاقی، معصومه شفیعی، شیرین عبادی، حسین کمالی، اکبر گنجی، یاسر میردامادی، آرش نراقی و حسن یوسفی اشکوری، با امضای بیانیه‌ای حکم اعدام یوسف ندرخانی را محکوم کردند.[۲۳]